# 夢之水滴與星之花
《夢之水滴與星之花》（日语：／ Yume no Shizuku to Hoshi no Hana）是Ishiki蒼太所著日本小說，後由kanco改編為漫畫。

## 概要
《夢之水滴與星之花》投稿於雙葉社與索尼音樂娛樂所營運小說投稿網站「monogatary.com」，並由「將小說音樂、映像化的組合」YOASOBI改編為歌曲重現夢境。作者Ishiki蒼太表示自己在公募網站發現「物競2019」，打賭自己寫的小說能改編成音樂影片而寫下此作。參賽後與星野舞夜《桑納托斯的誘惑》（タナトスの誘惑）同獲索尼音樂獎（ソニーミュージック賞），主題為「夏夜，你與我的焦燥。」（夏の夜、君と僕の焦燥。）。小說在monogatary.com分序章（プロローグ）、第1章至第5章、終章（エピローグ）共7章。作者表示出於主題要求，為讓讀者感到驚異而將此作寫為切換視角時有「其實……」感覺的作品。
kanco所繪同名漫畫2020年7月25日起在LINE漫畫獨家首發，8月8日發佈第1卷至第3卷電子版。第4卷《夢之水滴與星之花 Another story》12月26日起在Comic C'moA首發。
小說收錄為2020年9月18日雙葉社出版書籍《向夜晚奔去 YOASOBI小說集》第一章。
同名漫畫2021年2月14日由雙葉社出版成書，與電子版同為kanco作畫，還收錄描繪主角兩人後話的「Another Story」、原作者Ishiki蒼太新著小說、登場角色原稿、「預知解說圖」等內容。

## 內容簡介
主角女高中生雙見楓夢見青梅竹馬的男高中生一宮亮在兩週後7月27日音見川的烟火大會向自己告白，一宮亮則夢見雙見楓在同場煙火大會向自己告白。兩人做的是預知夢，能預見未來，但不按預知夢做就會失去預知夢的能力。到了7月27日，雙見楓與一宮亮相見，兩人相戀。

## 出版書籍
小說
書籍版漫畫
| 名稱             | 雙葉社        | 雙葉社                 |
| 名稱             | 出版日期      | ISBN                   |
| ---------------- | ------------- | ---------------------- |
| 夢之水滴與星之花 | 2021年2月14日 | ISBN 978-4-575-44001-0 |

電子版漫畫
| 名稱                           | 出版日期      |
| ------------------------------ | ------------- |
| 夢之水滴與星之花（1）          | 2020年8月8日  |
| 夢之水滴與星之花（2）          | 2020年8月8日  |
| 夢之水滴與星之花（3）          | 2020年8月8日  |
| 夢之水滴與星之花 Another story | 2021年2月11日 |

## 手機電影
小說改編的真人電影2022年3月24日在手機影院應用程式「smash.」上映，共9話。上白石萌歌飾演雙見楓，青木柚飾演一宮亮，尾崎右宗、津田寬治、丈太郎、寺田農、早瀨、原田龍二、福田愛依飾演配角。主題曲為YOASOBI演唱的重現夢境（Ballade Ver.）。

## 外部連結
- . monogatary.com.   [2022-04-13]. （原始内容存档于2020-11-26）.
- . 雙葉社.   [2022-04-13]. （原始内容存档于2022-06-02）.